# Gold Future Cup
La Gold Future Cup (金未来杯?, Kin Mirai Hai) è una competizione annuale indetta dalla redazione di Weekly Shōnen Jump dal 2004 riservata agli autori esordienti, ovvero autori che non sono stati ancora pubblicati sulla rivista principale né con serie né con storie autoconclusive. La competizione inizia solitamente tra l'estate e l'autunno, con la durata che varia in dipendenza del numero di partecipanti alla competizione. Il vincitore del concorso ha poi la possibilità di serializzare il proprio manga su Shonen Jump e, nel caso ottengano ottimi risultati, anche le altre opere partecipanti non vincitrici hanno questa possibilità. Ma nonostante gli ottimi risultati in questa competizione non è assicurato che le opere sopravvivano a lungo sulla rivista a causa della presenza di serie molto più longeve e popolari. Gli autori che hanno partecipato a questa competizione e sono riusciti a sopravvivere a lungo con la loro serie sulla rivista sono Yoshiyuki Nishi, Ryuhei Tamura e Hiroshi Shiibashi.
La partecipazione di un autore alla Gold Future Cup è a discrezione degli editori di Shonen Jump. Dopo essere stati scelti bisogna consegnare il proprio capitolo autoconclusivo al proprio editore il quale lo girerà poi alla redazione e lo pubblicherà sulla rivista durante il periodo del concorso. A differenza delle storie autoconclusive pubblicate normalmente su Jump, le storie della Gold Future Cup vengono votate in maniera differente: oltre al solito voto di preferenza viene dato anche un voto di approvazione alle singole storie. Dopo aver ottenuto i risultati dei voti, la redazione si riunisce per decidere chi sarà il vincitore.

## Edizioni della Gold Future Cup
Segue un elenco delle storie partecipanti al concorso. In grassetto i vincitori mentre in corsivo le storie che sono poi state serializzate su Shonen Jump.
| Edizione | Anno | Uscita | Titolo                                                                                         | Mangaka                          |
| -------- | ---- | ------ | ---------------------------------------------------------------------------------------------- | -------------------------------- |
| 1        | 2004 | #34    | Purusouru (プルソウル?)                                                                        | Teppei Fukushima                 |
| 1        | 2004 | #35    | Takaya - Otonari-san no Panic!! - (タカヤ-おとなりさんパニック!!-?)                            | Yujiro Sakamoto                  |
| 1        | 2004 | #36    | Bullet Time!! (BULLET TIME!!-ブレットタイム-?)                                                 | Ryo Tasaka                       |
| 1        | 2004 | #37-38 | Muhyo & Roji's Bureau of Supernatural Investigation (ムヒョとロージーの魔法律相談事務所?)      | Yoshiyuki Nishi                  |
| 1        | 2004 | #39    | Kirihoshi (切法師?)                                                                            | Yuki Nakajima                    |
| 2        | 2005 | #36-37 | Usagi to Kame to Strike (ウサギとカメとストライク?)                                            | Yōichi Amano                     |
| 2        | 2005 | #38    | Smashing Shōnen! (スマッシングショーネン!?)                                                    | Otake Toshiaki                   |
| 2        | 2005 | #39    | Baka in the city!! (バカin the CITY!!?)                                                        | Koji Oishi                       |
| 2        | 2005 | #40    | Mahotsukai Muku (魔法使いムク?)                                                                | Akira Okubo                      |
| 2        | 2005 | #41    | Nakkumoe (ナックモエ?)                                                                         | Katsutoshi Murase                |
| 2        | 2005 | #42    | ①'Clock (①'Clock?)                                                                             | Asuka Yamamoto                   |
| 3        | 2007 | #35    | I signori dei mostri (ぬらりひょんの孫 Nurarihyon no Mago?)                                    | Hiroshi Shiibashi                |
| 3        | 2007 | #36-37 | Muddy (MUDDY?)                                                                                 | Sho Aimoto                       |
| 3        | 2007 | #38    | Sugar Hero (シュガーヒーロー?)                                                                 | Yutaka Oikawa                    |
| 3        | 2007 | #39    | Anaaki's (ANAAKI's?)                                                                           | Kakunoshin Futsuzawa             |
| 3        | 2007 | #40    | Anti Love Sentai - Hayata ☆ Joe (不恋愛戦隊 ハヤタ☆ジョー?)                                    | KAITO                            |
| 3        | 2007 | #41    | Clutch (どがしかでん! CLUTCH?)                                                                 | Kosuke Hamada                    |
| 3        | 2007 | #42    | Dracula-kun to Tenshi-san (ドラキュラ君と天使さん?)                                            | Kazuya Minamoto                  |
| 4        | 2008 | #37-38 | Beelzebub (べるぜバブ?)                                                                        | Ryuhei Tamura                    |
| 4        | 2008 | #39    | Arbeiter Kintarou (アルバイターキンタロウ?)                                                    | Hideki Takahashi                 |
| 4        | 2008 | #40    | Fight Prince Revolution (格闘王子?)                                                            | Yo Matsuyuki                     |
| 4        | 2008 | #41    | Kurogane (クロガネ?)                                                                           | Masahiro Hirakata                |
| 5        | 2009 | #35    | Meiji Hyakkiya Koten DENGI (明治百機八匣譚DENGI?)                                              | Yusaku Shibata                   |
| 5        | 2009 | #36    | Crown! (CROWN!?)                                                                               | Inayoshii Kei, Tsutomu Kobayashi |
| 5        | 2009 | #37-38 | North island (NORTH ISLAND?)                                                                   | Ei Ando                          |
| 5        | 2009 | #39    | Yonaoshi Densetsu!! Yona Oshiro (世直し伝説!!世奈押郎?)                                        | Hirofumi Neda                    |
| 5        | 2009 | #40    | Metallica Metalluca (メタリカメタルカ?)                                                        | Teruaki Mizuno                   |
| 6        | 2010 | #34    | Kikai Tonchi Banashi Hanasaka Ikkyuu (奇怪とんち噺 花咲一休?)                                  | Kenta Komiyama, Yuuya Kawada     |
| 6        | 2010 | #35    | Shunkan⊗Heroism (瞬間×ヒロイズム?)                                                             | Satoru Miura                     |
| 6        | 2010 | #36-37 | Black House (クロノマンション?)                                                                | Hayato Yahagi, Kentaro Hidano    |
| 6        | 2010 | #38    | Space Table Tennis (宇宙卓球?)                                                                 | Tomoya Uno                       |
| 6        | 2010 | #39    | Sengoku Bashou (戦国バショウ?)                                                                 | Yuuya Ogura                      |
| 7        | 2011 | #32    | Takamagahara (タカマガハラ?)                                                                   | Juuzou Kawai                     |
| 7        | 2011 | #33    | -Sins- (-SINS-?)                                                                               | Masataka Miura                   |
| 7        | 2011 | #34    | Tsukimi no Soba (ツキミのソバ?)                                                                | Yuuya Ogura                      |
| 7        | 2011 | #35-36 | Murahagane (叢鋼 -ムラハガネ-?)                                                                | Manabu Yashiro                   |
| 7        | 2011 | #37    | Hungry Joker (HUNGRY JOKER?)                                                                   | Yuuki Tabata                     |
| 7        | 2011 | #38    | Wolf x Red (WOLF×RED?)                                                                         | Hideki Takahashi                 |
| 8        | 2012 | #35    | Goblin Night (ゴブリンナイト?)                                                                 | Tomohiro Yagi                    |
| 8        | 2012 | #36-37 | Koi no Cupid Yakenohara Jin (恋のキューピッド 焼野原塵?)                                       | Tomohiro Hasegawa                |
| 8        | 2012 | #39    | After School ☆ Idol (ひめドル!!?, 放課後☆アイドル)                                             | Kazuro Kyou                      |
| 8        | 2012 | #40    | Inpwear Code (INPWEAR CODE?)                                                                   | Keisuke Ikeda                    |
| 9        | 2014 | #35    | Nejiyama-san (ネジヤマさん?)                                                                   | Kouki Ishikawa                   |
| 9        | 2014 | #36    | Devily-man (デビリーマン?)                                                                     | Kentaro Fukuda                   |
| 9        | 2014 | #39    | Rokkotsu-san (肋骨さん?)                                                                       | Koyoharu Kotoge                  |
| 9        | 2014 | #40    | Brain Breaker (BRAIN BREAKER -ブレインブレイカー-?)                                            | Yoshimichi Okamoto               |
| 10       | 2015 | #34    | Shōjo fukkyū recovery-Q (少女復旧リカバリーQ?)                                                 | Subaru Mitsuhara                 |
| 10       | 2015 | #35    | Deadman Killer (DEADMAN KILLER?)                                                               | Naoki Matsumoto                  |
| 10       | 2015 | #36    | Galaxy Gangs (GALAXY GANGS?)                                                                   | Takamasa Moue                    |
| 10       | 2015 | #37-38 | Kurama no hirameki (クラマの閃?)                                                               | Yutaka Oikawa                    |
| 10       | 2015 | #39    | Genjūi toteku (幻獣医トテク?)                                                                  | Hitsuji Gondaira                 |
| 10       | 2015 | #40    | Ryūjin-den Gagamaru (龍刃伝ガガ丸?)                                                            | Yūki Uemura                      |
| 10       | 2015 | #41    | Carbonator (カーボネーター?)                                                                   | Atsuhito Muragimo                |
| 11       | 2016 | #40    | Legacy (Legacy?)                                                                               | Tomohide Hirao, Mizuki Yoda      |
| 11       | 2016 | #41    | Boy the Gold (BOY THE GOLD?)                                                                   | Kenta Yuzuriha                   |
| 11       | 2016 | #42    | Tokubetsu Kokkakoumuin Kaizousha Taisakuka Tanaka Seiji (特別国家公務員改造者対策課 田中誠司?) | Keiji Amatsuka                   |
| 11       | 2016 | #43    | Taketori Tsuki Monogatari (竹取憑き物語?)                                                      | Tomotaka Matsuda                 |
| 11       | 2016 | #44    | Nikai Bongai Barabarujura (二界梵骸 バラバルジュラ?)                                           | Gege Akutami                     |
| 12       | 2017 | #40    | Jekyll no Tsukaima (ジキルの使い魔?)                                                           | Kouki Ishikawa                   |
| 12       | 2017 | #41    | Joreishi Rentarou no Yakusoku (除冷師煉太郎の約束?)                                            | Masaoki Shindou                  |
| 12       | 2017 | #42    | Raven Burai (レイブンブライ?)                                                                  | Eiken Kobayashi                  |
| 12       | 2017 | #43    | Chou Kasoku Ningen Leo (超加速人間レオ?)                                                       | Dai Matsubara                    |
| 12       | 2017 | #44    | Mahou Shounen X (魔法少年Ｘ?)                                                                  | Tadaichi Nakama                  |
| 13       | 2018 | #39    | Hono Mieru Shonen (仄見える少年?)                                                              | Yuugo Gotou, Kento Matsuura      |
| 13       | 2018 | #40    | Ketsueki Null (血液ヌル?)                                                                      | Shintarou Tengan                 |
| 13       | 2018 | #41    | Koi wa Sensou (恋は戦争?)                                                                      | Gorou Aravia                     |
| 13       | 2018 | #42    | Apollo (アポロ?)                                                                               | Fusai Naba                       |
| 13       | 2018 | #44    | Mist no Kaibouroku (ミストの解剖録?)                                                           | Yuuto Saezu                      |
| 14       | 2020 | #42    | Red Hood (レッドフード?)                                                                       | Yuuki Kawaguchi                  |
| 14       | 2020 | #43    | Blade Kid (BLADE KID?)                                                                         | Tomohiro Iwakura                 |
| 14       | 2020 | #47    | Akuryou no Night Safari (悪霊のナイトサファリ?)                                                | Taishin Uemura                   |
| 14       | 2020 | #48    | Counter Attack Shuttle (逆襲シャトル?)                                                         | Kou Kimura                       |
| 14       | 2020 | #49    | Popo (ポポ?)                                                                                   | Nao Momose                       |
| 15       | 2021 | #45    | Vroom!!! (VROOM!!!?)                                                                           | Machida Reiya                    |
| 15       | 2021 | #46    | Jinzou Ningen 100 (人造人間100?)                                                               | Enoshima Daisuke                 |
| 15       | 2021 | #47    | Shitsuren Beginning (失恋ビギニング?)                                                          | Ichi no He                       |
| 15       | 2021 | #48    | Snow Smile (SNOW SMILE?)                                                                       | KOJIRO                           |
| 15       | 2021 | #49    | Yod Venus (ヨド･ヴィーナス?)                                                                   | Nagoshi Ryousuke                 |
| 16       | 2022 | #43    | Enikaita Mochi o Kaita Mochi (絵に描いた餅を描いた餅?)                                         | Yoshihiko Hayashi                |
| 16       | 2022 | #44    | Nekura Yamizou (根暗闇蔵?)                                                                     | Yamamoto Genki                   |
| 16       | 2022 | #45    | Life Liar From Hell (LIFE LIAR FROM HELL?)                                                     | Hayashi Morihiro                 |
| 16       | 2022 | #46    | Neon Vampire (NEON VAMPIRE?)                                                                   | TSCR                             |
| 16       | 2022 | #47    | Koi no Yobi no Sezaki-san (恋の曜日の世崎さん?)                                                | Shirokuma Shirasaki              |
| 16       | 2022 | #48    | Tonari no Osoegawa-san (隣の小副川さん?)                                                       | Hideaki Nabe                     |
| 17       | 2023 | #44    | Houki no Kariudo (ほうきの狩人?)                                                               | Omusuke Kobayashi                |
| 17       | 2023 | #45    | Heya no Ichizoku (部屋の一族?)                                                                 | Tatsuki Sakurai                  |
| 17       | 2023 | #46    | Canvas Stela (カンヴァステラ?)                                                                 | Kuji Tabigoro                    |
| 17       | 2023 | #47    | Zookey!! (ZOOKEY!!?)                                                                           | Yuufoo Gakuji                    |
| 18       | 2024 | #45    | Rasotsu Youkai Kari (ら卒妖怪狩り?)                                                            | Yoshida B6                       |
| 18       | 2024 | #46    | Signal All Red (信号オールレッド?)                                                             | Hakase Izumi                     |
| 18       | 2024 | #47    | Osamu (OSAMU?)                                                                                 | Chiki Sengi                      |
| 18       | 2024 | #48    | Invisible Blood (インビジブルブラッド?)                                                        | Asahi Arisaka                    |
| 18       | 2024 | #49    | Fukkatsushin Hanzaki (復活神ハンザキ?)                                                         | Kazuhiko Ookawa                  |

### Edizione del 2006
Nel 2006 non ci fu la Gold Future Cup. Al suo posto ci fu un progetto speciale in cui per tre uscite consecutive vennero pubblicati tre capitoli autoconclusivi di autori esordienti, uno per numero.
I tre one-shot erano:
- #39: Sket Dance di Kenta Shinohara
- #40: Hitomi no Catoblepas di Yasuki Tanaka
- #41: TEAM MADE di Masahiro Hirakata

Due di questi (Sket Dance e Hitomi no Catoblepas) otterranno la serializzazione l'anno successivo.